# Jean Onana
Jean Emile Junior Onana Onana (ur. 8 stycznia 2000 w Jaunde) – kameruński piłkarz występujący na pozycji pomocnika we włoskim klubie Genoa CFC, do którego jest wypożyczony z Beşiktaşu JK oraz w reprezentacji Kamerunu. Wychowanek Nkufo Academy, w trakcie swojej kariery grał także w takich zespołach, jak Leixões, Lille, Royal Excel Mouscron, RC Lens oraz Olympique Marsylia.
21 lipca 2023 podpisał czteroletni kontrakt z tureckim Beşiktaşem, a kwota sprzedaży wyniosła 4,04 mln euro.